# Westmore
Westmore – miasto w Stanach Zjednoczonych, w stanie Vermont, w hrabstwie Orleans.